# Estany Gran d'Amitges
L'estany Gran d'Amitges és un estany pirinenc del terme municipal d'Espot, al Pallars Sobirà, dins del Parc Nacional d'Aigüestortes i Estany de Sant Maurici. L'estany inclou una petita presa que forma el pantà dels Llacs d'Espot.
Està situat a la Coma d'Amitges, entre la cresta de Bassiero, les Agulles d'Amitges i el refugi d'Amitges, a 2.363 m d'altitud i té una superfície de 6,63 ha, a uns 15 m de desnivell més avall dels estanys dels Barbs i de la Munyidera, que desguassen en ell.